# Sesame Credit
Sesame Credit ist ein Kredit-Scoring-System der Ant Financial Services Group, einer Tochtergesellschaft der chinesischen Alibaba Group. Es nutzt unter anderem Daten von Alibaba-Dienstleistungen, um hinsichtlich der Kunden eine Punktzahl zu errechnen. Die Kunden mit guter Kreditwürdigkeit haben beispielsweise die Möglichkeit Leihfahrräder vom Kooperationspartner Hello und andere Produkte von Alibaba Group ohne Kaution nutzen zu können. Die Teilnahme an Sesame Credit ist derzeit freiwillig.
Obwohl es viele ungenaue Berichte über Sesame Credit gibt, unterscheidet sich das System von dem Sozialkredit-System.